# Trie-la-Ville
Trie-la-Ville è un comune francese di 329 abitanti situato nel dipartimento dell'Oise della regione dell'Alta Francia.

## Società

### Evoluzione demografica
Abitanti censiti